# 角田久美子
角田 久美子（つのだ くみこ、1970年7月10日 - ）は、日本テレビスポーツ局プロデューサー、元アナウンサー。
苗字の「角」は、中心の縦線が下に突き抜ける異体字である。

## 来歴・人物
東京都出身。1978年から1979年にかけ、イラク・バグダードに在住。東京都立新宿高等学校、実践女子大学文学部英文学科を卒業。1993年に日本テレビへ入社し、アナウンサーとしておよそ10年間勤務した。同期入社は藤井恒久、山王丸和恵がいる。2003年12月1日、アナウンス部から編成局マーケティング部、2010年7月1日、編成局宣伝部、2017年12月1日、スポーツ局へ、それぞれ異動。
大学在学中、ラジオたんぱの『合格いっぽん道』に飯塚よし照のアシスタント（合格レディ）として1年間レギュラー出演する。のちに同僚となる大杉君枝は、同番組でも先輩に当たる。
2005年12月23日の特番『鶴の大広間!』へゲスト出演。
2006年3月25日の『TVおじゃマンボウ』最終回に出演。
2008年1月9日の『ザ!世界仰天ニュース』新春3時間SPに出演。
1998年、元プロデューサーの中西太と結婚。2002年に離婚。
『ジパングあさ6』では頻繁に被り物をしていた。

## 関連

### 担当番組
- DRAMATIC BASEBALL（プロデューサー）

### 宣伝としての番組
- 伊東家の食卓
- 人生が変わる1分間の深イイ話
- スクール革命!
- ひるザイル
- 1億人の大質問!?笑ってコラえて!
- 週末のシンデレラ 世界!弾丸トラベラー
- さんま岡村の日本人なら選びたくなる二択ベスト50!SP!
- ネプ&イモトの世界番付
- 所さんの目がテン!
- 世界の果てまでイッテQ!
- 満天☆青空レストラン
- 幸せ!ボンビーガール
- シューイチ

### アナウンサーとしての出演番組
- TVおじゃマンボウ
- スポーツMAX
- ジパングあさ6
  - 火 - 木曜担当（1995年10月3日 - 1996年9月26日）
  - 月 - 水曜担当（1996年10月1日 - 1997年3月26日）
  - 木・金曜担当（1997年4月3日 - 1998年3月27日）
- とんねるずの生でダラダラいかせて!!
- いつみても波瀾万丈
- 横浜国際女子駅伝
- Music Park

### ドラマ
- ザ・ワイドショー（劇中番組「ラストワイド」の司会者）
- 静かなるドンFOREVER

### 映画
- ガメラ3 邪神覚醒（1999年、東宝） - 臨時ニュースのアナウンサーC 役

### テレビアニメ
- ガンバリスト! 駿（1996年、よみうりテレビ） - 女子部員角田 役
- 名探偵コナン（1997年、よみうりテレビ） - 中山久美子 役

### 劇場アニメ
- ルパン三世 くたばれ!ノストラダムス（1995年、東宝） - ミス・ブラジル 役

## 著書
- 女子アナ日記「あこがれの裏側はかくも純情にして悲惨」の巻（日本テレビ／山王丸和恵・角田久美子の共著）